# Plaza Sucre de Caracas
La Plaza Sucre es un espacio público ubicado en la avenida del mismo nombre en el sector Catia de la Parroquia Sucre de Caracas, Venezuela.
La plaza fue inaugurada en 1928 por el presidente Juan Vicente Gómez, en ese entonces decidió hacer la plaza en honor a un familiar suyo, Juan Crisóstomo Gómez. Tras la muerte de Gómez en diciembre de 1935 comienzan algunas protestas contra el expresidente en el país, por lo que poco después se decide derribar el busto y cambiarle el nombre.
En 1922 el escultor Lorenzo González, elaboró una estatua en bronce de Antonio José de Sucre en París. La estatua fue llevada a Venezuela y ubicada en el puente 19 de Diciembre, hoy denominado 9 de Diciembre que comunica la Avenida San Martín con el Paraíso. En ese entonces la escultura posaba sobre un pedestal neoclásico hecho en mármol. Debido a los problemas que habían ocurrido en la plaza en Catia, se decide trasladar la estatua hasta ese sitio, aunque no su pedestal del cual se desconoce su paradero.
En 2008 se reinauguró la plaza por completo y se anexó un espacio de 600 m². Está ubicada al final de la Av. Sucre, y a su diagonal se encuentra el Teatro Catia. Se puede acceder a ella por la estación de la línea 1 del Metro de Caracas, Plaza Sucre.